# Цар Освободител (булевард в Русе)
Вижте пояснителната страница за други значения на Цар Освободител.
Булевард „Цар Освободител“ е важна пътна артерия в Русе.
Започва при пресичането с ул. Александровка при Градските хали, където се слива с бул. Цар Фердинанд, и свършва при Централна ЖП Гара. Градски транспорт по булеварда: автобус 30, а след Пантеона при спирка „Сердика“: автобусни линии 6, 10, 11, 16, 18, 19, 20 и 28, и тролеи 27 и 29.
Изграден е на мястото на бившата крепостна стена и крепостния ров, съществували преди освобождението на България.